# Горб (медицина)
Горб — кіфоз хребта, що характеризується помітним викривленням п'яти верхніх хребців.
Інший різновид — горб грудної клітки, що спостерігається найчастіше у тих, хто переніс рахіт, являє собою непропорційну опуклість грудної клітки.

## Приклади персонажів в літературі
- Персонаж роману Віктора Гюго «Собор Паризької Богоматері», Квазімодо мав горб.
- Герой казки П. Бажова «Тендітна гілочка» — горбань. І ще одна казка про горбатого Каракол — «Місто майстрів».
- Герой одного з оповідань про Шерлока Холмса — Горбань — мав горб.